# Hiroto Saikawa
Hiroto Saikawa (14 novembre 1953) è un imprenditore giapponese.
È stato presidente e CEO di Nissan dal 1º aprile 2017 al 16 settembre 2019.

## Biografia
Hiroto Saikawa ha iniziato a lavorare in Nissan nel 1977 dopo essersi laureato all'Università di Tokyo. Nell'ottobre del 2000 è diventato direttore generale della divisione Strategia acquisti e nell'aprile 2001 è diventato direttore generale esecutivo della Renault Nissan Purchasing Organization. Nell'aprile 2003 è stato nominato Vice Presidente,nell'aprile del 2005 è stato nominato vicepresidente esecutivo e nel giugno 2005 si è unito al consiglio di amministrazione.
Hiroto è stato nominato Chief Executive Officer e Presidente di Nissan il 1 aprile 2017. Precedentemente, è stato co-Chief Executive Officer di Nissan Motor Co. Ltd. dal 1 ° novembre 2016 al 1 aprile 2017 e come Chief Competitive Officer di Nissan da aprile 2014.